# 손환 (계명)
손환(孫奐, 195년 ~ 234년)은 중국 삼국 시대 동오의 종실 사람으로, 손정의 4남이며, 자는 계명(季明)이다.

## 행적
형 손교가 세상을 떠나자 형의 무리를 거느리고, 양무중랑장으로써 강하태수를 겸임했다.
황무 5년(226년)에 손권이 강하군에 속한 석양을 공격하였을 때, 강하태수로써 선우단(鮮于丹)에게 5천 명을 거느리고 먼저 회수 길을 끊게 하고, 자신은 오석·장량 등 5천 명을 거느리고 선봉이 되어 고성(高城)을 항복시키고 세 장수를 얻었다. 회군한 후 손권이 손환의 군대를 지나갔는데, 손환의 군진은 정돈되고 가지런했다. 손권은 찬탄하고, 양위장군을 배령하고 사이후에 봉했다. 오석·장량은 비장군이 되었고 관내후에 봉해졌다.
손환은 유생을 사랑하여, 부곡의 자제들에게 학업을 따로 익히게 했으니, 후에 조정에 나아간 자가 수십 명이었다.
가화 3년(234년), 40세로 죽었다. 아들 손승(孫承)이 뒤를 이었다.

## 친척 관계
- 손정 (아버지)
  - 손호(孫暠) (형)
  - 손유
  - 손교
  - 손환
    - 손승(孫承) (아들)
    - 손일(孫壹)

  - 손겸(孫謙) (아우)

손승은 소무중랑장이 되어 아버지의 군대를 통솔하고 군을 거느렸다. 적오 6년(243년), 아들 없이 죽었다.

## 같이 보기
- 삼국지 인물 목록